# Mebeli
Mebeli is een geslacht van kreeftachtigen uit de klasse van de Malacostraca (hogere kreeftachtigen).

## Soort
- Mebeli michaelseni (Balss, 1921)